# Trichosteleum confertulum
Trichosteleum confertulum là một loài rêu trong họ Sematophyllaceae. Loài này được A. Jaeger mô tả khoa học đầu tiên năm 1880.